# Vaudémont
Vaudémont település Franciaországban, Meurthe-et-Moselle megyében. Lakosainak száma 70 fő (2022. január 1.). Vaudémont Chaouilley, Dommarie-Eulmont, Saxon-Sion, They-sous-Vaudemont és Thorey-Lyautey községekkel határos.

## Népesség
A település népessége az elmúlt években az alábbi módon változott:
| Lakosok száma | 95   | 67   | 53   | 79   | 73   | 67   | 63   | 62   | 65   | 70   |
|               | 1968 | 1982 | 1990 | 2006 | 2013 | 2015 | 2017 | 2019 | 2020 | 2022 |